# 聽聽看

2008年5月17日《聽聽看》開場
左起：陳濂僑、王曉書

《聽聽看》是公共電視文化事業基金會製播的公共服務節目，2023年起不再製作新節目，轉型專注於經營臉書社群平台。

## 節目內容
1995年11月，中華民國公共電視台籌備委員會《聽聽看》開播，當時節目型態以服務聽障觀眾為主。《聽聽看》的溝通方式是以台灣手語搭配繁體中文字幕，方便聾人和聽障朋友觀看節目。
1998年7月1日，《公共電視法》三讀通過，公視正式開播，《聽聽看》得以繼續播映下去，節目內容也多樣化，不僅有聽障相關訊息，還包括娛樂、知識性的內容。《聽聽看》還遠赴其他國家取經，探討不同國家身心障礙者的文化及福利。
2009年起，《聽聽看》轉型為身心障礙者取向的節目，內容取向不再僅以聽障為主，其他各障別的障礙者都是探討跟專訪的對象。2009年時，《聽聽看》一星期播出一次，時間是週六16:30-17:30首播、隔日深夜00:15-01:15重播。
《聽聽看》曾榮獲2003年第38屆金鐘獎文教資訊節目主持人獎及2012年第47屆金鐘獎綜合節目主持人獎。
2015年8月，《聽聽看》正式改以高清製作，並開始於公視HD台播出。
2023年起，因應時代潮流的變遷，《聽聽看》不再製作新節目，轉型專注於經營臉書社群平台，由聾編導陳立育自拍手語短片，持續服務熱愛手語的觀眾朋友。

## 播出時間

### 首播
| 所在地 | 播出頻道 | 播映日期  | 播出時間                    |
| 臺灣   | 公視主頻 | 2015年8月 | 週六16:30                   |
| 臺灣   | 公視HD台 |           | 週三12:00、 15:00 週日16:00 |

### 重播
| 所在地 | 播出頻道 | 播出時間  |
| 臺灣   | 公視主頻 | 週一02:00 |

## 獎項紀錄

### 金鐘獎
| 年份   | 獲提名                 | 獎項                              | 結果 |
| ------ | ---------------------- | --------------------------------- | ---- |
| 2000年 | 陳濂僑                 | 第35屆金鐘獎教科文節目主持人獎    | 提名 |
| 2003年 | 王曉書、陳濂僑         | 第38屆金鐘獎文教資訊節目主持人獎  | 獲獎 |
| 2004年 | 聽聽看                 | 第39屆金鐘獎 文教資訊節目獎       | 提名 |
| 2005年 | 聽聽看                 | 第40屆金鐘獎 文教資訊節目獎       | 提名 |
| 2005年 | 王曉書、陳濂僑         | 第40屆金鐘獎 文教資訊節目主持人獎 | 提名 |
| 2007年 | 王曉書、陳濂僑         | 第42屆金鐘獎綜合節目主持人獎      | 提名 |
| 2008年 | 王曉書、陳濂僑         | 第43屆金鐘獎綜合節目主持人獎      | 提名 |
| 2010年 | 陳濂僑、溫雅涵         | 第45屆金鐘獎綜合節目主持人獎      | 提名 |
| 2011年 | 聽聽看                 | 第46屆金鐘獎綜合節目獎            | 提名 |
| 2012年 | 聽聽看                 | 第47屆金鐘獎綜合節目獎            | 提名 |
| 2012年 | 王曉書、陳康、陳濂僑   | 第47屆金鐘獎綜合節目主持人獎      | 獲獎 |
| 2019年 | 聽聽看                 | 第54屆金鐘獎生活風格節目獎        | 提名 |
| 2019年 | 陳濂僑、王曉書、李佳吉 | 第54屆金鐘獎生活風格節目主持人獎  | 提名 |
| 2020年 | 王曉書、陳濂僑         | 第55屆金鐘獎生活風格節目主持人獎  | 提名 |

## 外部連結
- 聽聽看2018 - 公視+ （页面存档备份，存于）
- 聽聽看2019 - 公視+[]
- 聽聽看2020 - 公視+ （页面存档备份，存于）
- 聽聽看2021 - 公視+[]
- 聽聽看2022 - 公視+ （页面存档备份，存于）
- 公視《聽聽看》官方網站 （页面存档备份，存于）
- 公視聽聽看的Facebook專頁
- YouTube上的聽聽看播放列表

## 作品的變遷
| 公視主頻 | 公視主頻                | 公視主頻 |
| -------- | ----------------------- | -------- |
|          | 聽聽看 （1995年11月 -） |          |
| —        | —                       |          |

| 公視HD台 週六16:30-17:30 | 公視HD台 週六16:30-17:30 | 公視HD台 週六16:30-17:30 |
| ------------------------ | ------------------------ | ------------------------ |
|                          | 聽聽看 （2015年8 -至今） |                          |
| —                        | —                        |                          |